# Круглое (Челябинская область)
Кру́глое — деревня в Красноармейском районе Челябинской области России. Входит в состав Баландинского сельского поселения.

## География
Деревня находится на северо-востоке Челябинской области, в лесостепной зоне, на берегах озера Круглого, на расстоянии 21 км (по прямой) к юго-западу от села Миасского, административного центра района. Абсолютная высота 214 м над уровнем моря.

## Население
| 2002 | 2010 |
| ---- | ---- |
| 254  | ↗331 |

Гендерный состав
По данным Всероссийской переписи населения 2010 года в гендерной структуре населения мужчины составляли 48,6 %, женщины — 51,4 %.
Национальный состав
Согласно результатам переписи 2002 года, в национальной структуре населения русские составляли 55 %, татары — 34 %, башкиры.

## Улицы
Уличная сеть деревни состоит из сорока улиц и девяти переулков.

## Известные уроженцы
- Смирных, Леонид Владимирович (1913—1945) — Герой Советского Союза, участник Великой Отечественной войны, капитан.